# 彰化縣立花壇國民中學
彰化縣立花壇國民中學，簡稱花壇國中，位於台灣彰化縣花壇鄉彰員路上，於1961年成立，1968年改制國民中學。。占地26,946平方公尺。

## 沿革
1961年彰化縣長呂世明倡議一鄉鎮一初中，花壇鄉內教育人士遂發動組織花壇初中建校促進委員會，並公舉鄉長周汝東為主任委員，同年六月購定校地於長沙村彰員路二五二號，籌備月餘後，於當年七月間招生，九月初開課，十二月十四日奉台灣省政府正式核准成立，任世公為第一任校長，1968年八月，改制為國民中學，成立田徑隊，1969年獲彰化縣國女組團體錦標第一名1988年起發展技藝教育，2019年成立人工智慧物聯網教育中心，2022年獲教育部閱讀磐石學校獎。

## 歷屆校長
1. 任世公（1961-1968）
2. 黃衡舟（1968-02~1968-08）
3. 任成龍（1968-1980）
4. 張鑑（1980-1988）
5. 黃騰洲（1988-2001，1993-1999由校主任施忠元代理）
6. 黃譯鋒（2001-2003）
7. 林金城（2003-2005）
8. 蕭賜郎（2005-2011）[10]
9. 許文宗（2011-2015）
10. 黃柏創（2015-2022）[5]
11. 凃明秀（2022-）[11]

## 知名校友
- 李孟諺（國中第十一屆）[12]

## 外部連結
- 彰化縣立花壇國民中學圖書館[]
- 彰化縣立花壇國中AIoT教育中心 （页面存档备份，存于）